# Płouszowice-Kolonia
Płouszowice-Kolonia – kolonia w Polsce położona w województwie lubelskim, w powiecie lubelskim, w gminie Jastków.
| SIMC    | Nazwa    | Rodzaj    |
| ------- | -------- | --------- |
| 0381670 | Kopanina | część wsi |

W latach 1975–1998 miejscowość administracyjnie należała do ówczesnego województwa lubelskiego.
Kolonia stanowi sołectwo gminy Jastków. Według Narodowego Spisu Powszechnego z roku 2011 kolonia liczyła 993 mieszkańców.
Wierni Kościoła rzymskokatolickiego należą do parafii Najświętszej Maryi Panny Królowej Polski w Jastkowie lub do parafii Narodzenia Najświętszej Maryi Panny w Dąbrowicy.

## Historia
W czasie okupacji niemieckiej rodzina Mazurów (Jan, Józef i Wiktoria) udzieliła pomocy żydowskim sąsiadom Mośkowi, Berkowi, Aidwie i Gitwie Goldberg oraz rodzinie Rubinów. Jan, Józef i Wiktoria Mazur zostali uhonorowani medalem Sprawiedliwy wśród Narodów Świata.